# Orava (vodní nádrž)
Oravská přehrada (slovensky Oravská priehrada, polsky Jezioro Orawskie) je přehradní nádrž na severu Slovenska. Malou částí zasahuje i do Polska

## Vodní režim
Byla vybudována na soutoku Bílé a Černé Oravy. První práce na projektu začaly 24. července 1941 a do provozu byla přehrada uvedena v roce 1954. Po napuštění zůstaly pod vodou obce Slanica, Osada, Oravské Hámre, Ľavkovo, Ústie nad Oravou a dvě třetiny Námestova, proto Námestovo nyní nemá historické centrum. Nad hladinou zůstal malý kopec, z kterého vznikl Slanický ostrov.
K soustavě vodního díla Orava náleží také vyrovnávací nádrž Tvrdošín vybudovaná později v letech 1978–1979.

## Fauna
Přehrada se svými břehy a ostrovy patří k nejvýznamnějším lokalitám výskytu vodních ptáků na Slovensku, leží na migrační trase vodních a u vody žijících ptáků v přeshraniční poloze při hranicích s Polskem.

### Ptačí ostrov
Ptačí ostrov je malý ostrov (1,6 ha) nacházející se východně od Námestova. Vznikl z návrší nad soutokem Bílé Oravy a Polhoranky po zaplavení jeho okolí. V současnosti je významným hnízdištěm racků chechtavých, racků bělohlavých, rybáků říčních i několika druhů kachen, a proto je součástí chráněné krajinné oblasti Horní Orava a chráněného ptačího území Horní Orava v druhé nejpřísnější zóně B. Veřejnosti není přístupný.

## Využití

### Turistika
Přehradní jezero patří mezi oblíbená turistická střediska. Každoročně sem přijíždějí tisíce turistů. V létě je turisty najvyhledávanější jižní a západní část přehrady.

### Rekreace
Na jejím pobřeží se nachází rekreační oblast s možnostmi koupání, provozování jachtingu, šlapadel, loděk, windsurfingu a jiných vodních sportů. V létě se zde pořádají vyhlídkové plavby lodí kolem ostrovů. Nejvýznamnějšími rekreačními středisky jsou kemp s pláží u Slanické Osady, přístav a pláže U Námestova a Tri Studničky.

### Kultura
Slanický ostrov, nazývaný také Ostrov umenia, o velikosti 3,5 ha je pozůstatek po zaplavené obci Slanica se zachovaným kostelem Povýšení sv. Kříže. Kostel byl vystavěn v letech 1766–1769 jako barokní kaple, v roce 1843 byl klasicistně přestavěn na kostel se dvěma věžemi a kaplí. V současnosti se v interiéru kostela nachází galerie lidového umění. Na ostrově se zároveň nachází původní dnes již historický hřbitov a lapidárium „Oravské kamenické tvorby 18. a 19. století“. V bývalé hrobce je nainstalována expozice historie zatopených obcí a budování Oravské přehrady. Ostrov byl od roku 1973 přírodní památkou, v roce 2004 zrušenou a začleněnou do CHKO Horná Orava. Je pokryt parkovou vegetací okolo barokně-klasicistního kostela. V letní sezóně je dostupný lodí provozovanou z Námestova nebo z Prístavu (osada Trstené), v zimních měsících je možné přejít až na ostrov po zamrzlé vodní hladině.

### Rybářství
Pro rybáře přehrada nabízí lov candátů, kaprů, štik a hlavatek.

### Elektrárna
Součástí akumulační nádrže je i vodní elektrárna s dvojicí Kaplanových turbín, uvedená do provozu v roce 1953. Jejich instalovaný výkon je 21,75 MW a průtok 2 × 50 m³/s. Roční výroba elektrické energie dosahuje průměrně 31 GWh.

## Galerie

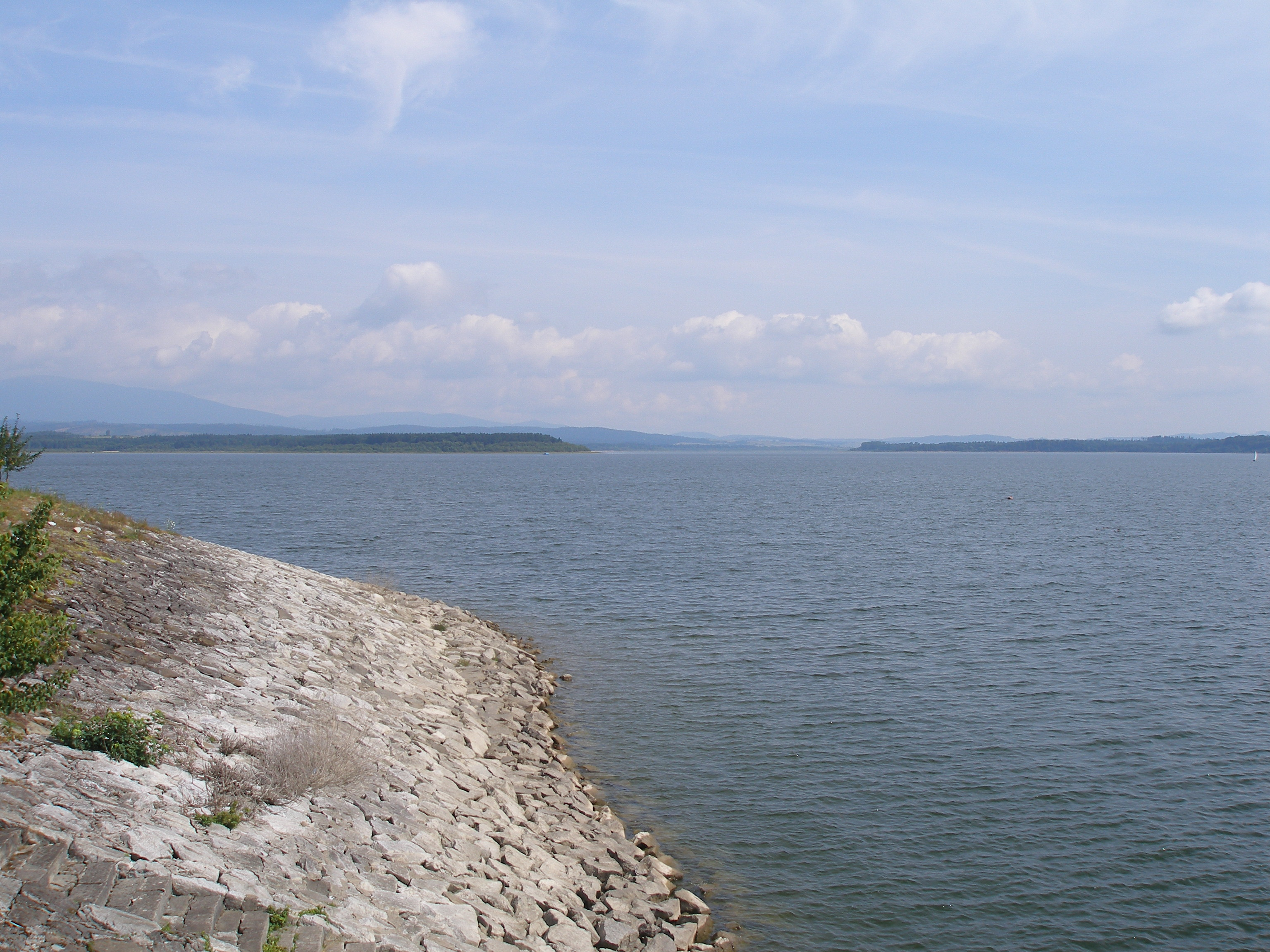
Pohled na přehradu (2007)
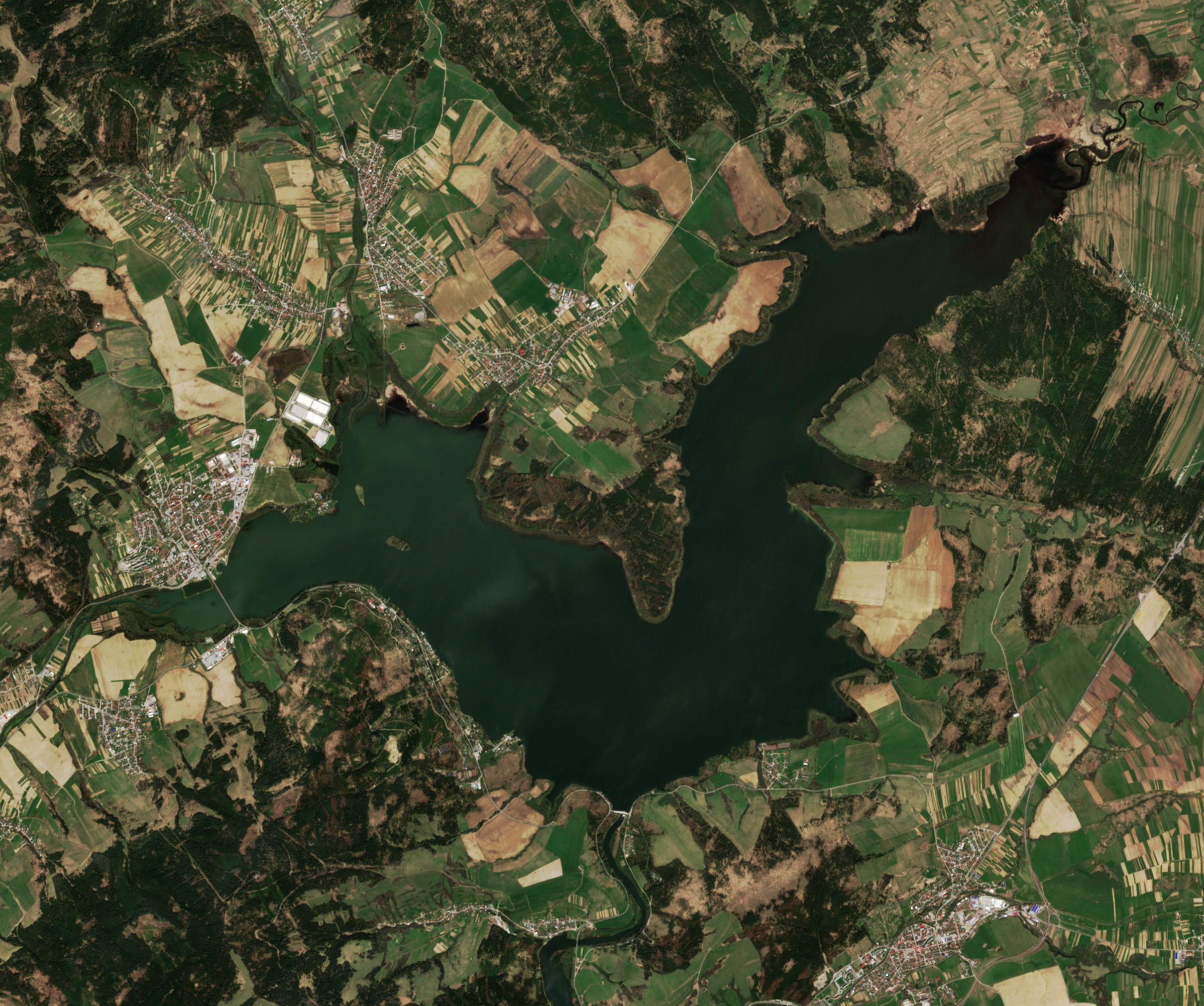
Přehrada ze satelitu Sentinel 2 (2021)
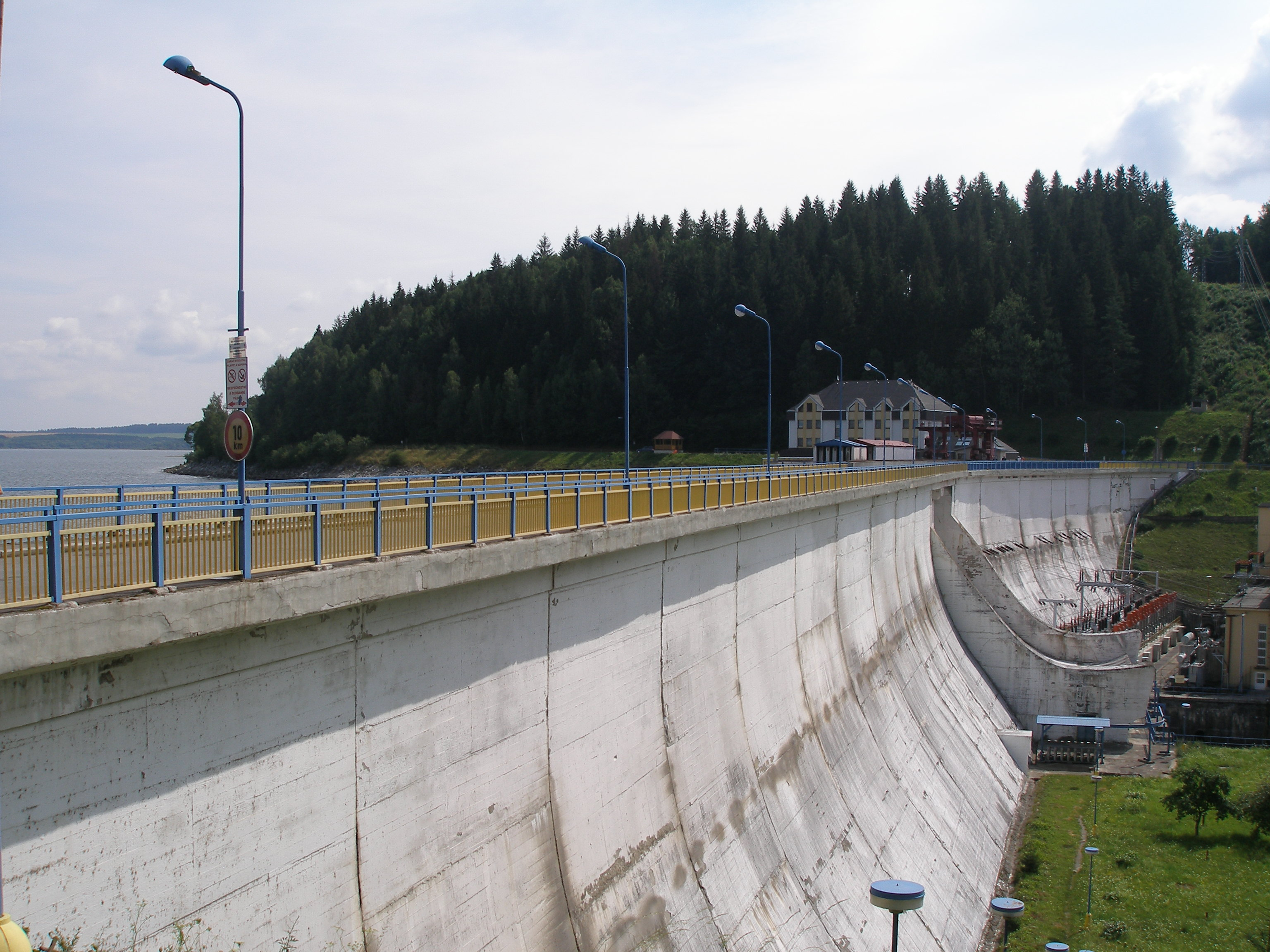
Hráz (2007)
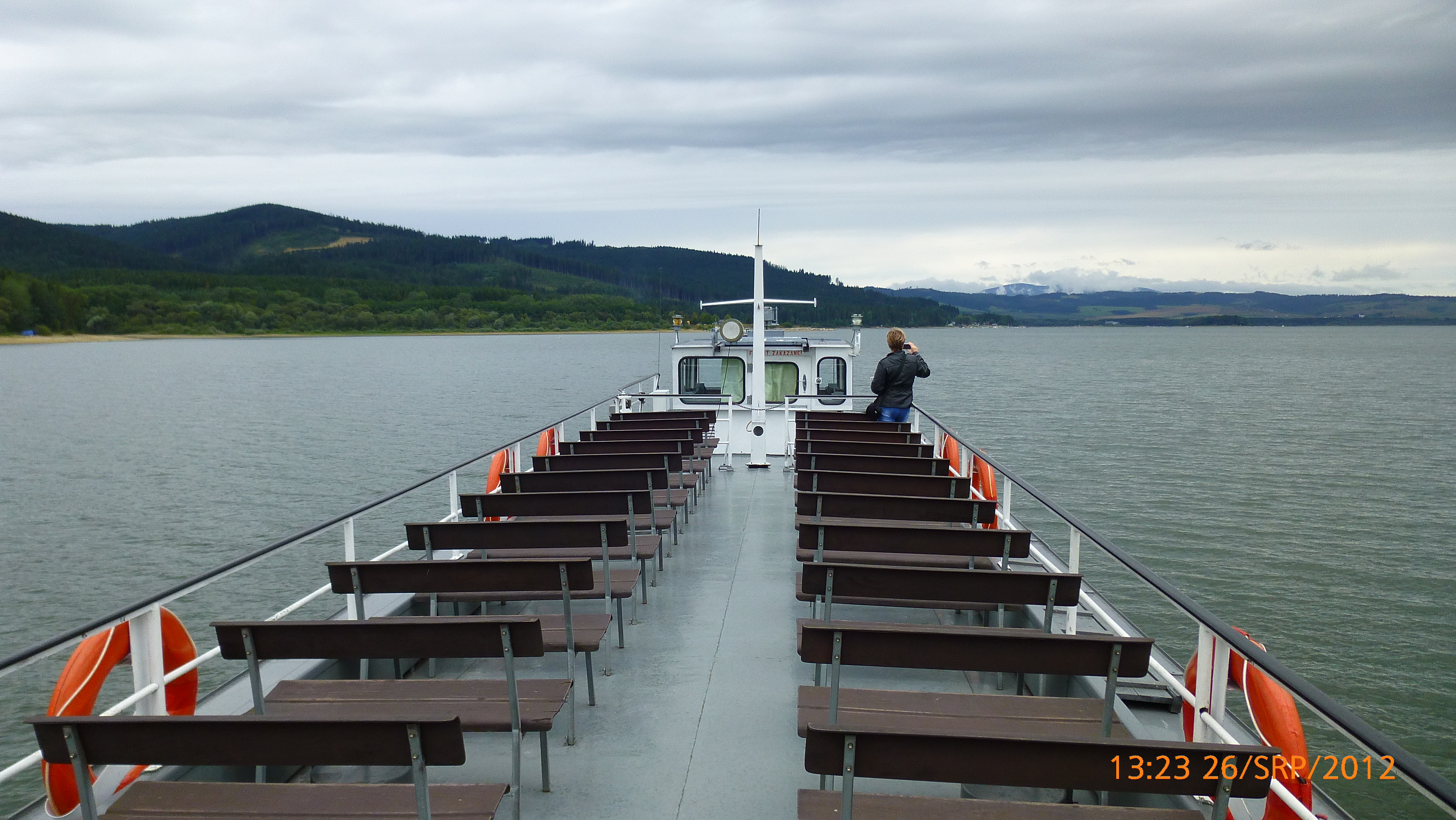
Výletní loď na přehradě (2012)
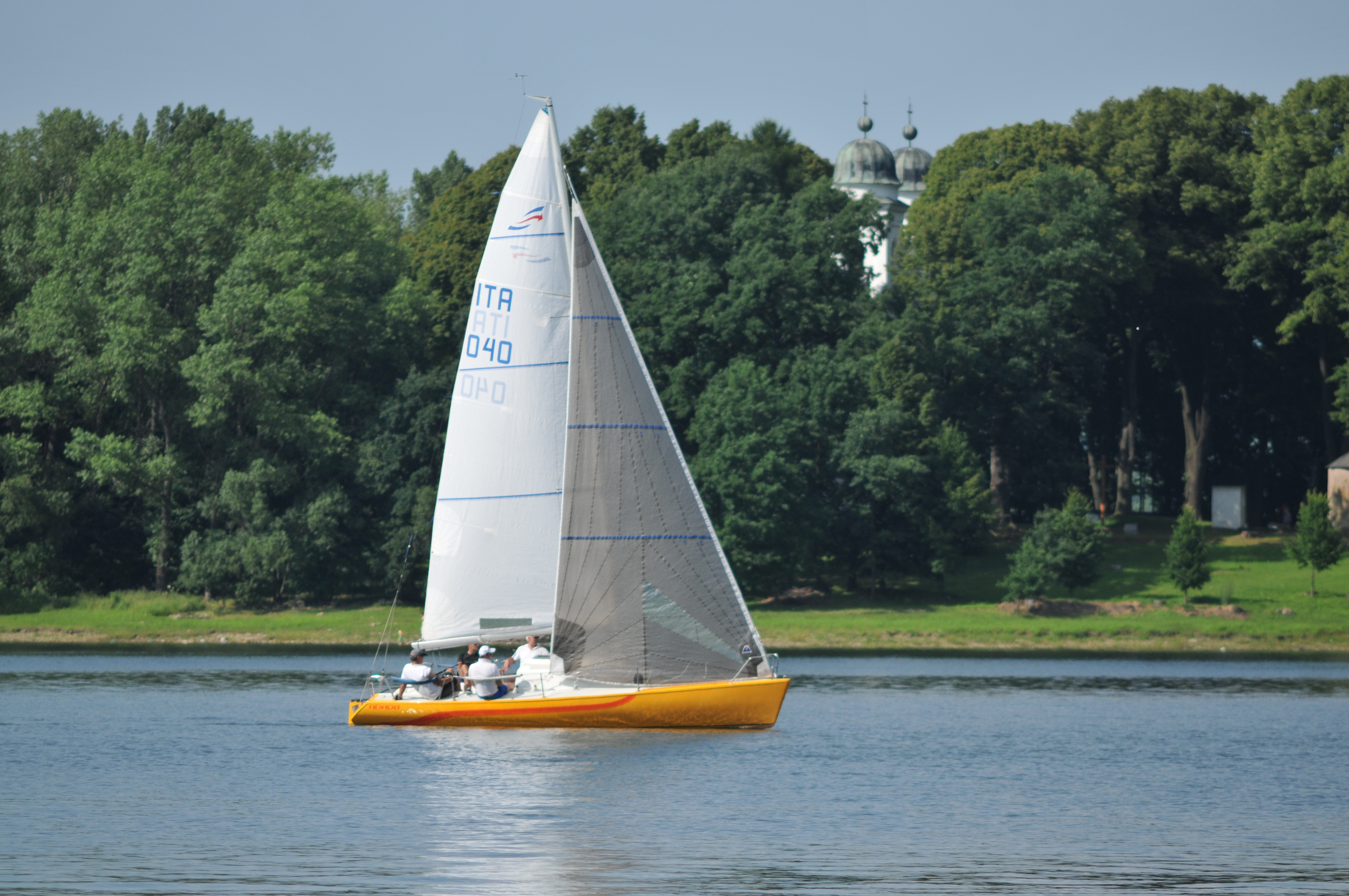
Plachetnice (2011)
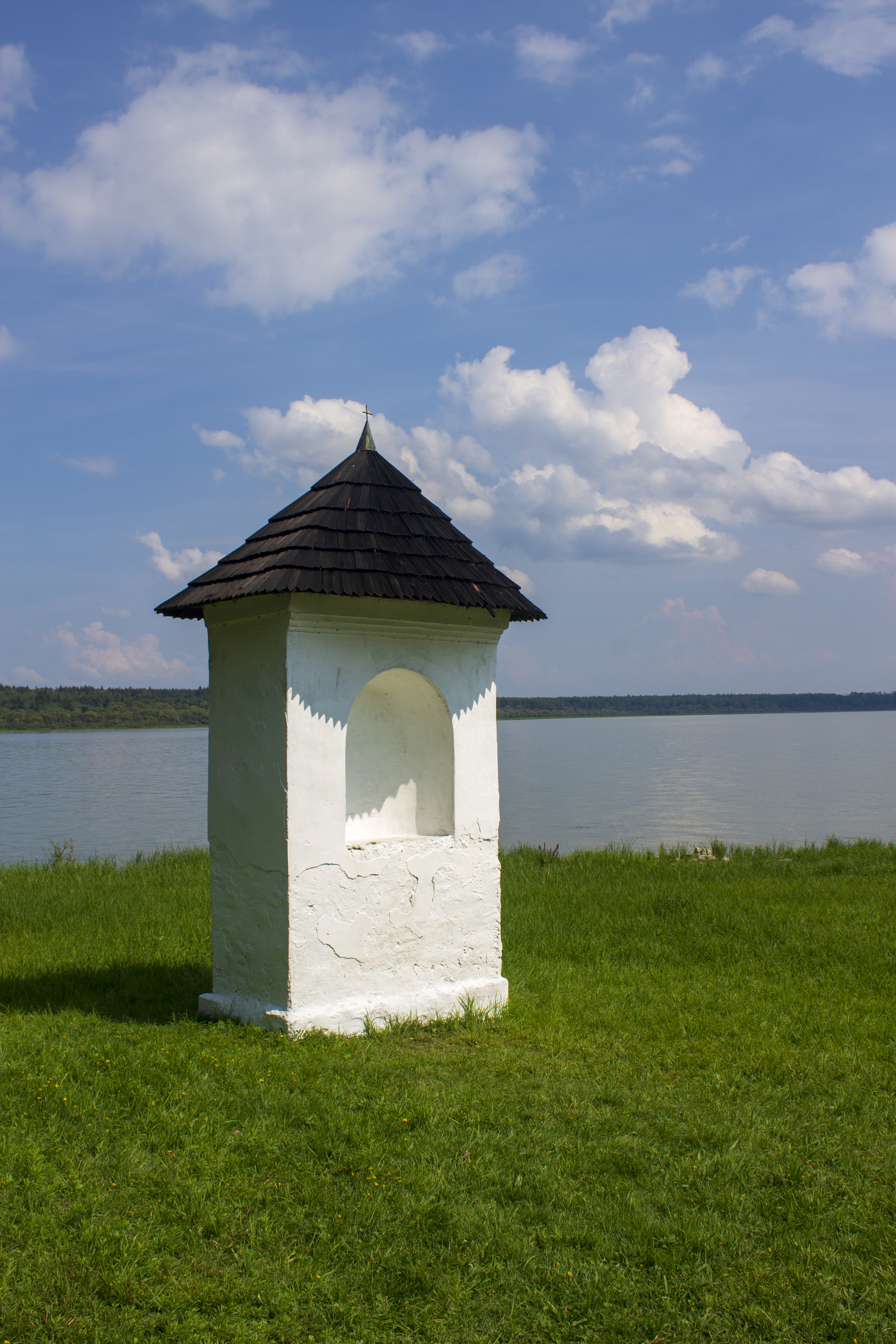
Kalvárie na Slanickém ostrově (2019)